# ジロ・ディ・ロンバルディア2010
ジロ・ディ・ロンバルディア2010(Giro di Lombardia 2010)は、ジロ・ディ・ロンバルディアの104回目のレース。2010年10月16日に行われ、フィリップ・ジルベールが連覇を達成した。
強雨と寒冷な気候が影響し、195名参加したものの、完走者はわずか34名というサバイバルレースとなった。

## 結果
ミラノからコモまでの260km
| 順位 | 選手名                     | 国籍       | チーム                       | 時間          |
| ---- | -------------------------- | ---------- | ---------------------------- | ------------- |
| 1    | フィリップ・ジルベール     | ベルギー   | オメガファーマ・ロット       | 6時間46分32秒 |
| 2    | ミケーレ・スカルポーニ     | イタリア   | アンドローニ・ジョカットーリ | +12秒         |
| 3    | パブロ・ラストラス         | スペイン   | ケス・デパーニュ             | +55秒         |
| 4    | ヤコブ・フグルサング       | デンマーク | チーム・サクソバンク         | +1分08秒      |
| 5    | ヴィンチェンツォ・ニバリ   | イタリア   | リクイガス・ドイモ           | 同            |
| 6    | サムエル・サンチェス       | スペイン   | エウスカルテル・エウスカディ | +1分12秒      |
| 7    | ミケル・ニエベ             | スペイン   | エウスカルテル・エウスカディ | +2分07秒      |
| 8    | マウロ・サンタンブロージョ | イタリア   | BMC・レーシングチーム        | +3分01秒      |
| 9    | カルロス・バレード         | スペイン   | クイックステップ             | +3分25秒      |
| 10   | ジャンパオロ・カルーゾ     | イタリア   | チーム・カチューシャ         | +3分50秒      |